# CodeIgniter
CodeIgniter是一套给PHP网站开发者使用的应用程序开发框架和工具包。它提供一套丰富的标准库以及简单的接口和逻辑结构，其目的是使开发人员更快速地进行项目开发。

## 特性
和Ruby on Rails类似，CodeIgniter允许用户使用Active Record作为数据库的接口，并鼓励使用模型-视图-控制器（MVC）的架构模式。
- 基于MVC体系
- 超轻量级
- 对多种数据库平台的全特性支持的数据库类
- Active Record支持
- 表单与数据验证
- 安全性与XSS过滤
- Session管理
- 邮件发送类，支持附件、HTML或文本邮件，多种协议（sendmail、SMTP和Mail）等等。
- 图像处理类库（剪裁、缩放、旋转等）。支持GD、ImageMagick和BetPBM
- 文件上传类
- FTP类
- 本地化
- 分页
- 数据加密
- 基准测试
- 全页面缓存
- 错误日志
- 应用程序评测
- 日历类
- User-Agent类
- Zip编码类
- 模板引擎类
- Trackback类
- XML-RPC类库
- 单元测试类
- “搜索引擎友好”的URL
- 灵活的URI路由
- 支持勾子，类扩展
- 大量的辅助函数

## CodeIgniter 项目的分支
作为一款广受欢迎的PHP框架，CodeIgniter存在诸多分支。
众多分支项目中最知名的项目为Laravel，此外还有诸如Kohana、Koseven等其他框架。